# Vera Popescu
Vera Popescu (n. 8 noiembrie 1915, Basarabia, Imperiul Rus – d. 2008, București, România) a fost o juristă română.

## Biografie
A terminat liceul la Tighina și a studiat dreptul la Universitatea din Iași.
Între 1940-1948 a fost angajată la Consiliul Superior Legislativ, fiind prima femeie care a lucrat în acest for. 
A predat la Școala Juridică din București și a lucrat la Ministerul de Justiție.